# تپه رادکان
تپه رادکان مربوط به دوران‌های تاریخی پس از اسلام است و در رادکان، حدود ۳۵ متری غرب روستا واقع شده و این اثر در تاریخ ۲۸ دی ۱۳۷۹ با شمارهٔ ثبت ۲۹۷۲ به‌عنوان یکی از آثار ملی ایران به ثبت رسیده‌است.